# Литвиновский (посёлок)
Литви́новский — посёлок в Ленинск-Кузнецком районе Кемеровской области. Входит в состав Демьяновского сельского поселения.

## География
Центральная часть населённого пункта расположена на высоте 230 м над уровнем моря.

## Население
| 2010 |
| ---- |
| 33   |

### Половой состав
По данным Всероссийской переписи населения 2010 года, в посёлке Литвиновский проживали 33 человека (18 мужчин, 15 женщин).